# Cas Costa contra ENEL
El cas Costa contra ENEL (Ente Nazionale Energia Elettrica) va ser una resolució transcendental del Tribunal de Justícia de la Unió Europea, emès en forma de sentència el 15 de juliol de 1964, que va establir la preeminència del dret comunitari europeu sobre la legislació dels seus estats membres.

## Antecedents
El senyor Costa era un ciutadà italià que havia estat propietari d'accions d'una empresa d'electricitat, i es va oposar a la nacionalització del sector elèctric a Itàlia. Es va negar a pagar la factura de l'electricitat —que sumava un total de 1925 lires (€0,99)— en protesta i va ser demandat per l'incompliment del pagament per l'empresa estatal recentment creada, ENEL. En la seva defensa va argumentar que la nacionalització de la indústria elèctrica violava els Tractats de Roma i la Constitució de la República Italiana. El jutjat italià, el Giudice Conciliatore de Milà, va remetre el cas a la Cort Constitucional d'Itàlia i després al Tribunal de Justícia de la Unió Europea.
La Cort Constitucional d'Itàlia va dictar sentència al març de 1964, establint que si bé la Constitució d'Itàlia permetia la limitació de sobirania per a organitzacions internacionals com la Comunitat Econòmica Europea, això no afectava al principi bàsic de la interpretació de la llei en la qual quan dues lleis xoquen, preval la posterior en el temps (lex posterior derogat legi anteriori/priori). Per tant, els Tractats de Roma —que van ser ratificats per Itàlia l'any 1958— no podia prevaldre sobre la llei de nacionalització del sector elèctric, que es va promulgar al 1962.
Tenint en compte la decisió del Tribunal Constitucional, el govern italià va al·legar davant el Tribunal de Justícia de la Unió Europea que la petició del tribunal italià d'una decisió preliminar del Tribunal de Justícia de la Unió Europea era inadmissible per la raó que el tribunal italià no estava facultat per inaplicar la llei nacional en qüestió, un dictamen preliminar no seria vàlid a cap propòsit.

## Sentència
La Cort va dictaminar parcialment a favor del govern a causa que la norma rellevant del Tractat de Roma sobre un mercat sense intervenció era una cosa en què la Comissió per si sola podria desafiar al govern italià. Com a individu, Costa no tenia legitimació per impugnar la decisió, perquè aquesta disposició del Tractat no té efecte directe.

No obstant això, en el tema lògicament previ de la capacitat de Costa de plantejar una qüestió de dret comunitari contra un govern nacional en un procés legal davant els tribunals d'aquest estat membre, el TJUE va discrepar amb el govern italià. Es va dictaminar que la legislació comunitària no seria eficaç si Costa no pogués impugnar la legislació nacional sobre la base de la seva suposada incompatibilitat amb el dret comunitari:
| « | Es dedueix del conjunt d'aquestes observacions que el dret derivat del tractat, un font independent del dret, no podria —atesa la seva específica naturalesa original— ser invalidat per les disposicions de dret intern, no obstant això emmarcades, sense ser privats del seu caràcter de dret comunitari i sense que la base jurídica de la pròpia comunitat es posés en qüestió. | » |

Aquest cas és una altra confirmació que en virtut de l'article 267 del Tractat de Funcionament de la Unió Europea, un tribunal té l'obligació de remetre els casos que hagin arribat a la instància més alta d'apel·lació als seus respectius països, si es tractés d'una qüestió d'aplicació del dret de la UE. Costa va arribar així a la instància més alta d'apel·lació.